# Rue Jacques-Hillairet
La rue Jacques Hillairet est une voie située dans le quartier de Picpus du 12e arrondissement de Paris.

## Situation et accès
La rue Jacques Hillairet est accessible à proximité par la ligne de métro 8 à la station Montgallet.

## Origine du nom
Elle prend son nom de l'historien Jacques Hillairet (1886-1984), spécialiste de l'histoire de Paris et de ses rues et auteur de l'important Dictionnaire historique des rues de Paris en 1963.

## Historique
La voie est créée dans le cadre de l'aménagement de la ZAC Reuilly sous le nom provisoire de « voie BC/12 » et prend sa dénomination actuelle par arrêté municipal du 14 mars 1990.

## Bâtiments remarquables et lieux de mémoire
- La rue possède au no 9, au niveau de sa place centrale, un important cadran solaire au sol[2].
- Accès à la Promenade plantée par la passerelle BZ/12 au niveau du jardin de Reuilly et au début du viaduc des Arts.
- Site de l'ancienne gare de Reuilly de la ligne de Vincennes.

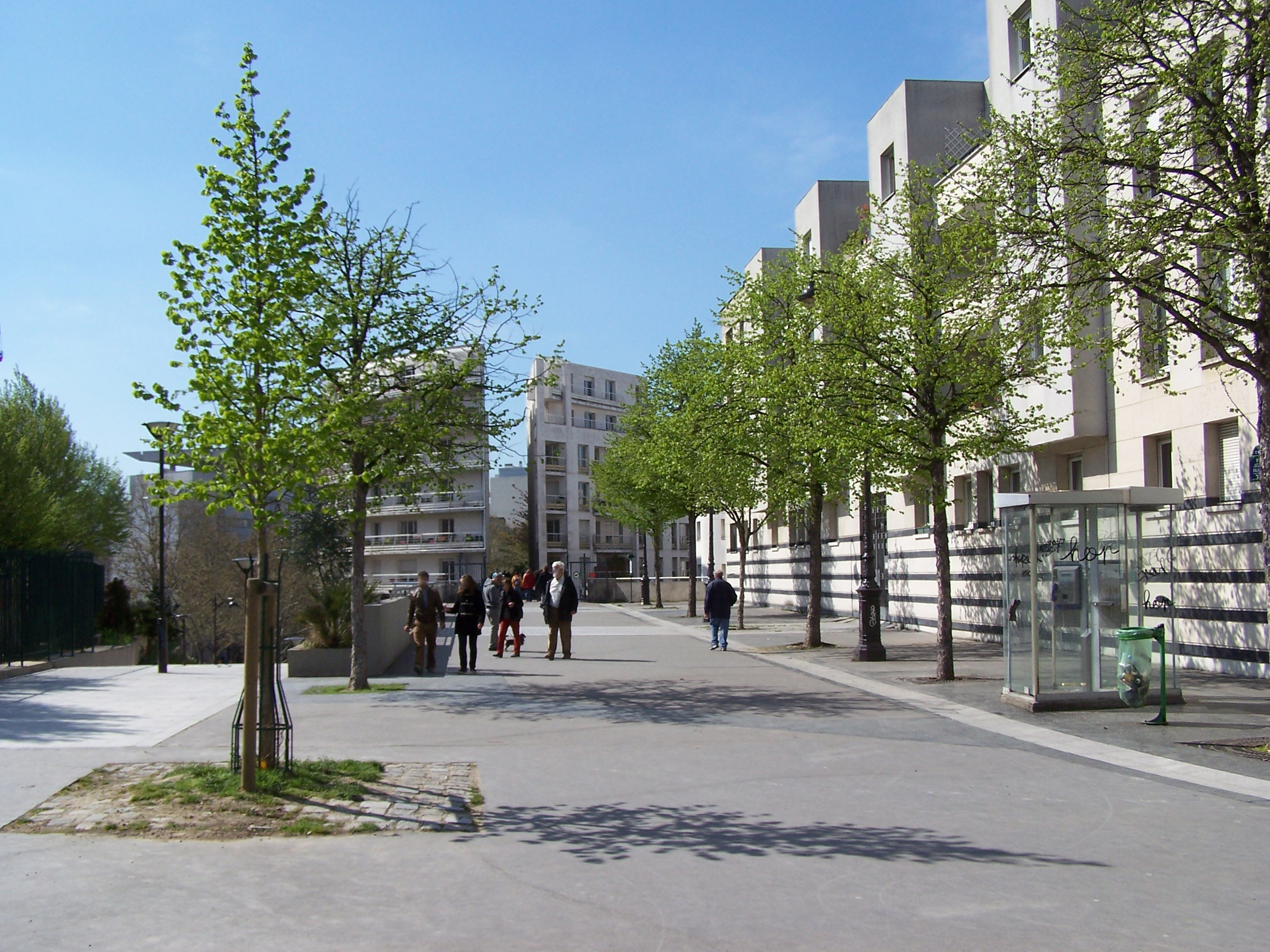
Vue de la rue au niveau de la Promenade plantée.
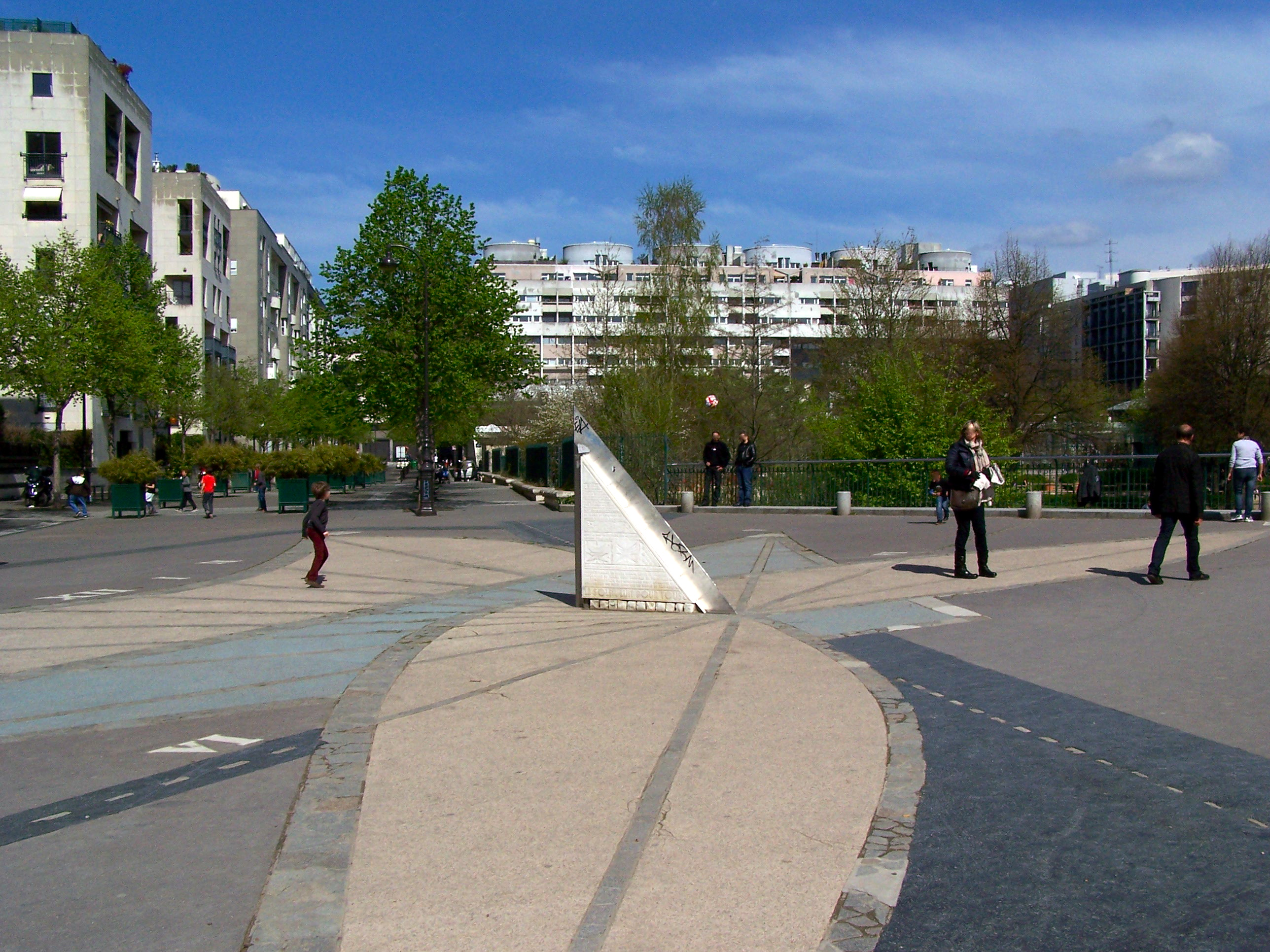
Le cadran solaire.